# Khatumo
Khatumo, oficial statul SSC-Khatumo Somalia, este un stat membru federal în nord-estul Somaliei. Centrat în orașul Ceerigaabo din provincia Sanaag, liderii săi au declarat teritoriul stat autonom în Somalia în 2009.